# 赵庄镇 (丰县)
赵庄镇，是中华人民共和国江苏省徐州市丰县下辖的一个乡镇级行政单位。

## 行政区划
赵庄镇下辖以下地区：
赵庄社区、袁集社区、大刘集社区、赵庄村、许庄村、吴楼村、大吴庄村、朱陈村、鹿湾村、张土城村、王庄村、孙庄村、王学屋村、青林村、袁集村、金刘寨村、大彭庄村、赵庙村、王龙庄村、单庄村和大刘集村。